# 王樛
王樛（1626年—1665年），字子下，号息轩，清初政治人物。
王鳌永之子，生母刘太淑人是側室。十四歲考上博士弟子员，乙酉年以父蔭初任鸾仪卫指挥佥事，人为“王小官”，参加平定姜瓖之變。改入镶蓝旗，歷官太常寺少卿，兼中书舍人，秘书院侍读，通政使司右通政。康熙四年（1665年）卒，享年三十九岁。有《息轩草》。王樛無子，由王箓永的孙子王敷政世襲。